# Felipe Liñán
Felipe Liñán Saldaña (* 8. August 1932 in Soledad de Graciano Sánchez; † 7. August 1975 in San Luis Potosí (Stadt)) war ein mexikanischer Radrennfahrer.

## Sportliche Laufbahn
Liñán war im Straßenradsport aktiv. Er war Teilnehmer der Olympischen Sommerspiele 1956 in Melbourne. Im olympischen Straßenrennen wurde er beim Sieg von Ercole Baldini 9. des Rennens und damit bester Fahrer des amerikanischen Kontinents. Die mexikanische Mannschaft mit Magdaleno Cano, Francisco Lozano Borgoni, Felipe Liñán und Rafael Vaca Váldez kam in der Mannschaftswertung nicht in die Wertung.
In der Mexiko-Rundfahrt 1952 und 1953 gewann er jeweils eine Etappe. 1953 wurde er Dritter der Rundfahrt. 1954 kam er im Straßenrennen der Zentralamerika- und Karibikspiele hinter Arsenio Chirinos auf den zweiten Rang.